# 海王町
海王町（かいおうまち）は、富山県射水市の町名である。大型練習帆船の海王丸のある海王丸パークや新湊きっときと市場などの観光地がある。

## 特徴
新湊大橋の西側出入り口にある。
富山新港の建設時に、埋め立てにより造成された町で、海王丸パークや新湊きっときと市場など射水市有数の観光スポットが集中している。

## 地理
町内全体が海の埋立による造成地である。

## 世帯数と人口
2022年（令和4年）1月31日現在の世帯数と人口は以下の通りである。
| 町丁   | 世帯数  | 人口  |
| ------ | ------- | ----- |
| 海王町 | 119世帯 | 217人 |

## 小・中学校の校区
市立小・中学校に通う場合、校区は以下の通りとなる。
| 番地 | 小学校               | 中学校             |
| ---- | -------------------- | ------------------ |
| 全域 | 射水市立放生津小学校 | 射水市立新湊中学校 |

## 交通

### 鉄道
最寄り駅は万葉線の海王丸駅。

### 道路
- 新湊大橋

## 施設
- 海王丸パーク
- 新湊きっときと市場
- 海王バードパーク

## 経済
- 富山新港

## 参考出典
- 平凡社地方資料センター 編『富山県の地名 日本歴史地名大系 第16巻』平凡社、1994年。ISBN 4582910084。